# Alessandro Callari
Alessandro Callari (conocido como Sandro Callari; Monterotondo, 14 de diciembre de 1953) es un deportista italiano que compitió en ciclismo en la modalidad de pista. Ganó una medalla de bronce en el Campeonato Mundial de Ciclismo en Pista de 1979, en la prueba de persecución por equipos.
Participó en los Juegos Olímpicos de Montreal 1976, ocupando el quinto lugar en la misma prueba.

## Medallero internacional
| Campeonato Mundial | Campeonato Mundial       | Campeonato Mundial | Campeonato Mundial          |
| Año                | Lugar                    | Medalla            | Competición                 |
| ------------------ | ------------------------ | ------------------ | --------------------------- |
| 1979               | Ámsterdam (Países Bajos) | Medalla de bronce  | Persecución por equipos (A) |